# W głąb siebie
W głąb siebie (oryg. Manic) – amerykański dramat obyczajowy z 2001 roku w reżyserii Jordana Melameda.

## Fabuła
Nastoletni Lyle Jensen wciąż podlega nagłym i gwałtownym wybuchom agresji. Po pobiciu znajomego kijem bejsbolowym trafia na oddział nieletnich w szpitalu psychiatrycznym w Northwood. Znajduje się tam wielu innych młodych ludzi z różnorakimi poważnymi problemami. Tu Lyle odkrywa siebie. 

## Obsada
- Joseph Gordon-Levitt jako Lyle
- Zooey Deschanel jako Tracy
- Don Cheadle jako Dr David Monroe
- Maggie Baird jako Rebecca
- Sara Rivas jako Sara
- Michael Bacall jako Chad